# Мельников, Никита Владиславович
Никита Владиславович Мельников (род. 24 мая 1999, Казань) — российский футболист, защитник новороссийского «Черноморца».

## Карьера

### «Анжи-Юниор»
Футболом начал заниматься в 7 лет. Воспитанник ДЮСШ Вахитовского района Казани. Позже продолжил юношескую футбольную карьеру в клубе «Зеленодольск». В июле 2017 года футболист перешёл в клуб «Анжи-Юниор». В октябре 2017 года футболист стал подтягиваться к играм с основной командой. Дебютировал за клуб 7 октября 2017 года в матче против ижевского «Зента», выйдя на замену на 88 минуте. Затем футболист провёл за клуб ещё 4 полных матча, выходя в стартовом составе и отыграв их все до финального свистка. 

### «Арсенал» Тула
В январе 2018 года футболист перешёл в тульский «Арсенал», где отправился в распоряжения юношеской команды. На протяжении двух сезонов футболист выступал в юношеском первенстве до 19 лет, выйдя на поле в 38 матчах, в которых отличился результативной передачей. 

### «Тверь»
В августе 2020 года футболист перешёл в «Тверь». Дебютировал за клуб 5 августа 2020 года в матче Кубка России против петербургской «Звезды», выйдя на поле в стартовом составе. Первый матч в чемпионате сыграл 9 августе 2020 года против иркутского «Зенита». На протяжении сезона футболист был одним из ключевых игроков клуба, став основным центральным защитником. По итогу дебютного сезона футболист вместе с клубом стал бронзовым призёром ПФЛ. 
Летом 2021 года футболист продолжил тренироваться с основной командой клуба. Первый матч в новом сезоне сыграл 24 июля 2021 года против клуба «Чита». Дебютный гол за клуб забил 10 сентября 2021 года в матче против петербургской «Звезды», открыв счёт. Вместе с клубом футболист занял первое место в подгруппе выйдя в часть турнира на повышение в классе, где по итогу занял второго итоговое место.

### «Арсенал» Тула

#### Сезон 2022/23
В июне 2022 года футболист проходил просмотр в тульском «Арсенале». В июле 2022 года футболист официально вернулся в тульский клуб. Однако сам футболист отправился выступать за вторую команду клуба «Арсенал-2». Первый матч за клуб сыграл 30 июля 2022 года в матче против московской «Родины-2». Футболист сразу же стал основным игроком в команде. За основную команду «Арсенала» дебютировал 5 октября 2022 года в матче Кубка России против брянского «Динамо», выйдя на поле в стартовом составе и отыграв все 90 минут. Затем футболист продолжил выступать за вторую команду клуба. Свой дебютный гол забил 5 ноября 2022 года в матче против клуба «Сахалинец».

#### Аренда в  «Славию-Мозырь»
В январе 2023 года футболист отправился на сборы «Кубани» в Турцию, однако футболист вскоре покинул распоряжение клуба. В феврале 2023 года футболист отправился на просмотр в белорусскую «Славию». В марте 2023 года футболист официально присоединился к мозырскому клубу. Дебютировал за клуб в матче Кубка Беларуси 5 марта 2023 года против «Слуцка». По итогу ответного кубкового матча 12 марта 2023 года вышел в полуфинал Кубка Беларуси, по сумме матчей победив слуцкий клуб. Свой дебютный матч в рамках Высшей лиги сыграл 17 марта 2023 года против «Минска», выйдя на поле в стартовом составе. Первым результативным действием за клуб футболист отличился 9 апреля 2023 года в матче против брестского «Динамо», отдав голевую передачу. По итогу полуфинальных матчей Кубка Беларуси проиграл жодинскому «Торпедо-БелАЗ» и выбыл из розыгрыша турнира. На протяжении сезона футболист был одним из ключевых игроков клуба, отличившись своей единственной результативной передачей. По итогу сезона футболист вместе с клубом завершил чемпионат на итоговом седьмом месте. В декабре 2023 года футболист покинул клуб.

### «Черноморец» Новороссийск
В январе 2024 года футболист на правах свободного агента перешёл в новороссийский «Черноморец». Дебютировал за клуб футболист 10 марта 2024 года в матче против клуба «СКА-Хабаровск», выйдя на поле в стартовом составе и отличившись своим дебютным забитым голом.